# Grænlendinga þáttr
Der Grænlendinga þáttr („Erzählung der Grönländer“), auch Einars þáttr Sokkasonar („Erzählung von Einarr Sokkason“), ist ein Þáttr, dessen Handlung größtenteils im Grönland der Grænlendingar spielt.

## Überlieferung
Der Grænlendinga þáttr ist einzig in der Flateyjarbók überliefert. Diese Handschrift stammt aus dem späten 14. Jahrhundert; die darin enthaltenen Texte sind jedoch im Original deutlich älter. Das Alter des Þáttrs, der sechs Kapitel umfasst, ist jedoch umstritten. Er gibt historische Begebenheiten wieder, die in der ersten Hälfte des 12. Jahrhunderts stattgefunden haben, sodass einerseits eine Entstehung um 1200 vermutet wird. Andererseits ist der im Þáttr behandelte juristische Konflikt erst in die Mitte des 13. Jahrhunderts einzuordnen. Das Verhältnis der Konfliktparteien spricht ebenfalls für eine Entstehung nach der Unterwerfung Grönlands unter den norwegischen König in den 1260er Jahren. Es ist somit davon auszugehen, dass der Erzähler die gesellschaftlichen Verhältnisse der zweiten Hälfte des 13. Jahrhunderts anachronistisch auf geschichtliche Ereignisse rund 150 Jahre zuvor angewendet hat, was die Historizität der geschilderten Ereignisse zweifelhaft macht. Wegen des gelungenen Erzählstils wurde ursprünglich von einem Sturlungur oder einer Person mit Bezügen zu den Sturlungar als Erzähler ausgegangen, namentlich Snorri Sturluson, Stýrmir inn fróði oder Eiríkr Oddsson. Wenn die Erzählung jedoch jünger ist, ist Snorris Neffe Sturla Þórðarson als möglicher Verfasser anzusehen.

## Handlung
Der Þáttr beginnt mit Sokki Þórisson aus Brattahlíð und seinem Sohn Einarr Sokkason. Sie stammten aus einer einflussreichen Familie und eines Tages ließ Sokki auf dem Thing verlauten, dass in Grönland ein Bistum errichtet werden sollte. Ihm wurde zugestimmt und Einarr wurde mit Geschenken nach Norwegen gesandt, um König Sigurd I. um die Einsetzung eines Bischofs zu bitten. Der König bat den Geistlichen Arnaldr darum, sich des Amtes anzunehmen, woraufhin dieser sich erst weigerte, dann aber unter der Bedingung zustimmte, dass Einarr sich für ihn einsetzen würde, wenn jemand sich gegen seine Autorität stellen würde. Nachdem Erzbischof Asker Arnaldr zum Bischof ernannt hatte, reisten Einarr und Arnaldr gemeinsam Richtung Grönland, begleitet von einem norwegischen Handelsschiff unter der Leitung eines Manns namens Arnbjǫrn, das jedoch bald abgetrieben wurde. Einarr und Arnaldr kamen zuerst nach Island, wo sie bei Sæmundr inn fróði in Oddi überwinterten. Im folgenden Sommer kamen sie nach Grönland, wo Arnaldr seinen Bischofssitz in Garðar errichtete. Man stellte fest, dass Arnbjǫrn niemals nach Grönland gekommen war und er und seine Mannschaft offenbar umgekommen waren (1).
Anschließend wird berichtet, dass der Grönländer Sigurðr Njálsson eines Winters auf einer Jagdreise war, als sie ein gestrandetes Schiff, ein Zelt und ein Haus an einer Flussmündung erblickten. Sie erblickten die Leichen mehrerer offenbar verhungerter Personen und wollten das Haus aufbrechen, um die Verwesungsgerüche der darin befindlichen Leichen herauszulassen. Ein Mann namens Steinþórr, der dies in einem Traum vorhergesehen hatte und daraufhin vor Sigurðr vor seinem Tod gewarnt worden war, hielt dies jedoch für unnötig und betrat das Haus. Als er wieder herauskam, sprang er schreiend in eine Erdspalte und starb. Die Übrigen fanden im Haus schließlich eine Menge kostbarer Gegenstände sowie die Leichen von Arnbjǫrn und seinen Begleitern. Sie kehrten anschließend mit den Gütern, den Leichen und Teilen des Schiffs nach Garðar zurück, wo Arnaldr die Leichen auf dem Friedhof begraben ließ und beschloss, dass das Strandgut nach grönländischem Recht der Kirche zufallen sollte. Als man in Norwegen davon hörte, beschloss Arnbjǫrns Neffe Ǫzurr und weitere Familienangehörige der verstorbenen Seeleute, nach Grönland zu fahren, um das Strandgut nach kanonischem Recht einzufordern (2).
Als Ǫzurr den Bischof um die Auszahlung des Werts des Strandguts bat, lehnte dieser mit Hinweis auf das grönländische Recht ab, woraufhin Ǫzurr eine Gerichtsverhandlung auf dem Thing in Garðar durchführen ließ. Dort wurde der Beschluss des Bischofs gefestigt. Entzürnt beschädigte er daraufhin das Schiff und reiste weiter nordwärts in die Vestribyggð, wo er sich mit zwei anderen norwegischen Kaufmännern verbündete (3).
Als Arnaldr von der Beschädigung des Schiffs erfuhr, erinnerte er Einarr an dessen Eid, die Autorität des Bischofs zu schützen. Einarr zeigte jedoch Verständnis für Ǫzurrs Tat angesichts der verlorenen Güter in seiner Familie, woraufhin Arnaldr Einarr des Eidbruchs bezichtigte. Da Einarr dies nicht auf sich sitzen lassen wollte, tötete er Ǫzurr während einer Kirchenmesse mit einer Axt. Der Bischof hieß die Tat nicht gut, hatte aber auch so wenig Sympathie für den Getöteten übrig, dass er die Kirchenmessen fortsetzen ließ und ein Begräbnis auf dem Friedhof vorerst verweigerte (4).
Ǫzurrs Verbündete forderten nun ein Gerichtsverfahren anlässlich des Mords. Sie planten in großer Zahl vor dem Thing zu erscheinen, allerdings ließen die Windverhältnisse dies nicht zu, da einige Schiffe nicht ankamen. Einarrs Vater Sokki sollte das Urteil fällen und er bot einen Vergleich an, den die Norweger jedoch ablehnten. Das Verfahren konnte nicht zu Ende gebracht werden und sollte später in einem Vergleichsverfahren fortgesetzt werden. Als Einarr zu diesem erschien, ließ der Bischof die Kirchenglocken läuten, was die Norweger als große Provokation empfanden. Als man anschließend versuchte, Ǫzurrs Tod mit einem alten Schuppenpanzer aufzuwiegen, wurden die Norweger so wütend, dass es zum Kampf kam, bei dem Einarr getötet wurde. Insgesamt starben sechs Grönländer und fünf Norweger (5).
Anschließend erklärte sich ein Grönländer namens Hallr bereit, zwischen den beiden Konfliktparteien zu schlichten und bot erneut einen Vergleich an. Die Toten wurden gegeneinander aufgewogen, darunter Einarr mit Ǫzurr, die Norweger wurden für vogelfrei erklärt und ein getöteter Mann, dessen Hof die Norweger zudem vor dem Vergleichsverfahren überfallen hatten, sollte mit Geld aufgewogen werden. Die Grönländer zeigten sich mit dem Urteil unzufrieden und schließlich verließen die Norweger Grönland. Kolbeinn Þorljótsson, einer der Anführer der Norweger, berichtete dem König Harald IV. von den Ereignissen, welcher jedoch empfand, dass Kolbeinn falsche Anschuldigungen über die Grönländer vorgebracht hatte. Kolbeinn verschwor sich daraufhin mit Sigurðr slembidjákn gegen den König, aber kam beim Angriff ums Leben (6).

## Analyse
Wie gesagt beschäftigt sich der Þáttr hauptsächlich mit dem juristischen Konflikt zwischen grönländischem und kanonischem Recht in der Frage, wer der rechtmäßige Eigentümer von Strandgut ist. Das grönländische Recht ist hier offenbar mit isländischem Recht gleichzusetzen und das ältere Gewohnheitsrecht. Der Erzähler sympathisiert zwar mit dem kanonischen Recht, allerdings nicht mit den norwegischen Kaufleuten, sondern steht auf der Seite der Grönländer. Markant ist zudem das gute Verhältnis zwischen den Grönländern und dem norwegischen König, wie es für das späte 13. Jahrhundert erwartbar ist.